# SABIN
Le SABIN (système d'administration du trafic intérieur - systeem voor de administratie binnenlands verkeer) est le système de vente physique de billets de la SNCB pour les voyages en train intérieurs. Ce système de billetterie existe à côté des systèmes en ligne (site web et application mobile) et des distributeurs de billets.

## Historique
Le SABIN a été développé dans la période 1991-1992 par Digital Equipment Belgium pour les chemins de fer belges. 
Le système a été livré le 8 décembre 1992, lorsque le premier billet de train a été vendu à la gare Léopold de Bruxelles. Il a remplacé un système de vente de billets Prodata plus petit, qui a lui-même remplacé le système de plaques de plomb dans les années 1980. Il fonctionnait à l'origine sur VAX/VMS, avec un VAXcluster central et des systèmes clients MicroVAX distants dans chaque gare. Plus tard, il a migré vers OpenVMS sur Itanium.
Le système central coordonne les tarifs et la topologie du réseau de trains, avec un tableau des distances entre toutes les gares. Ces données de référence sont mises à la disposition des différents points de vente. Chaque gare dispose d'un système client local, qui peut gérer la plupart des opérations de manière indépendante. En 2009, le système a été étendu à Lisa. En l'absence de guichet, le voyageur peut utiliser soir un distributeur de billets, ou acheter un billet électronique à l'aide de l'application mobile ou du site web.
Le système est assez complexe en raison de la multitude de formules tarifaires et des nombreuses réductions que les voyageurs peuvent obtenir, des voyages de groupe ou des billets combinés avec des musées, les zoos ou d'autres événements. Pour le client, il y a une amélioration du service : les abonnements sont livrés immédiatement au lieu de l'être après un délai d'attente de quatre jours. Les erreurs du personnel sont évitées grâce au contrôle automatique de la validité de l'itinéraire et de la période du voyage. Les billets ont un format uniforme (ATB, billetterie et embarquement automatiques). Les transactions de vente sont déclarées dans les comptes et servent également à l'analyse statistique et à l'audit.
Le système a été développé par une trentaine d'ingénieurs, d'analystes et de programmeurs. La plate-forme fonctionne sur TDMS et DECnet. La base de données est VAX/Rdb. VAXset, Pascal et COBOL sont utilisés comme outils de développement. VAX/Document, basé sur le TeX, est utilisé pour la documentation. L'investissement initial s'est élevé à 686 millions de francs belges, incluant l'infrastructure, le développement et la mise en œuvre des logiciels. Il a été installé dans 258 stations.